# Sony Music Studios
Sony Music Studios — американская студия звукозаписи, расположенная в Нью-Йорке, просуществовавшая с 1993 по 2007 годы.
Основанная в 1993 году, студия разместилась в здании, находящемся на углу 54-й стрит и 10 Авеню в Манхэттене, Нью-Йорк. Ранее пятиэтажное здание из красного кирпича принадлежало киностудии 20th Century Fox. В 1920-х годах в этом здании снимались первые звуковые кинофильмы, в которых киноплёнка и фонограмма совмещались с использованием передовой технологии «Фокс Мувитон». Позднее здесь был снят один из самых популярных в США рождественских фильмов «Чудо на 34-й улице» (1947), фильмы «В порту» (1954), «Система безопасности» (1964), «Ростовщик» (1964), «Группа» (1966), «Филин и кошечка» (1970), «Шафт» (1971), «Изгоняющий дьявола» (1974) и другие.

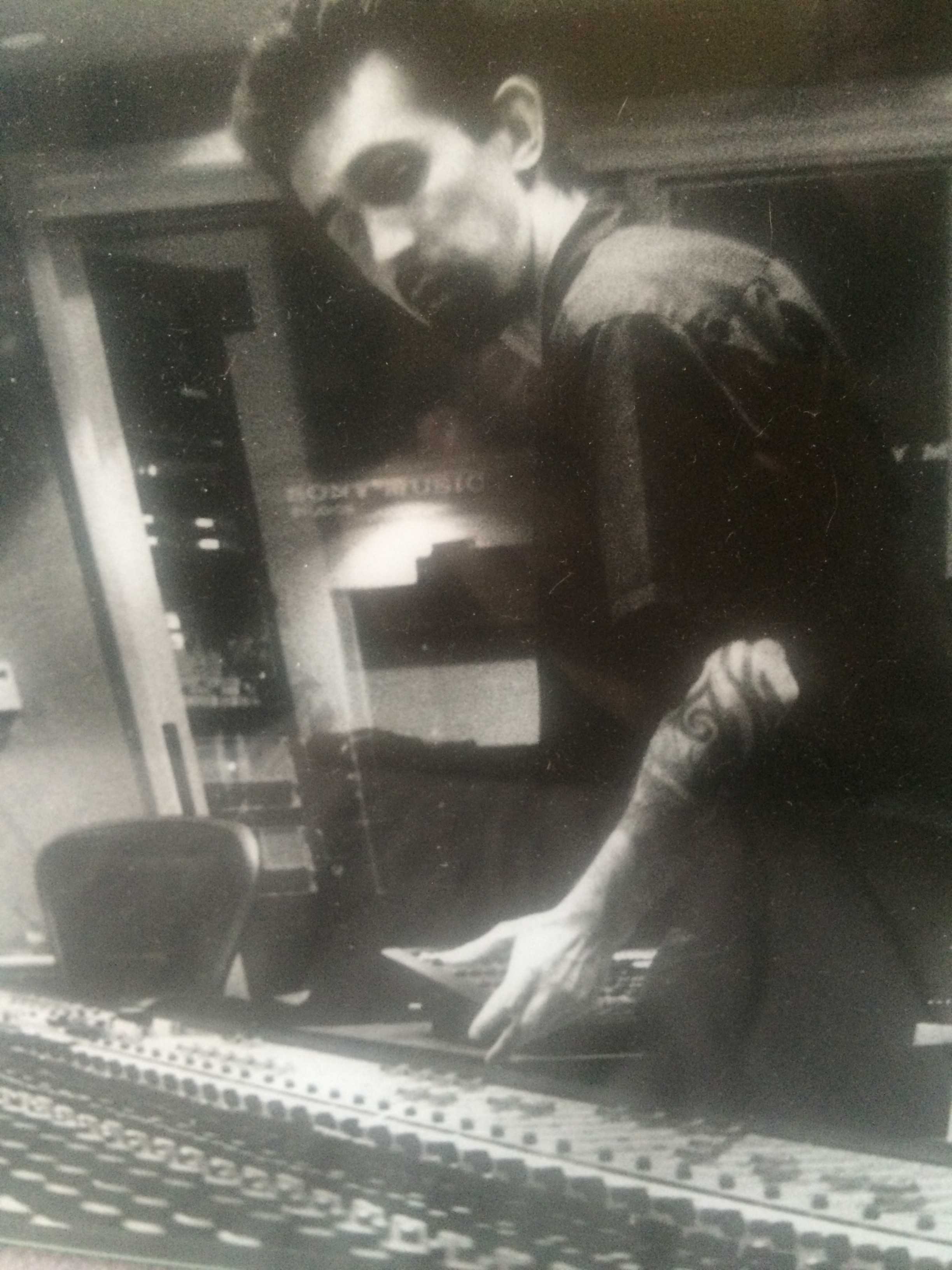
Звукорежиссёр Алекс Ревербери в студии Sony Music, 2005 год

Студия Sony Music в Нью-Йорке была создана для того, чтобы соответствовать всем требованиям артистов, сотрудничавших с компанией, включая написание песен, репетиции, живые выступления, звукозапись и запись видео, сведение и производство музыкальных продуктов. Кроме этого, корпорации было необходимо помещение, которое позволяло бы заниматься архивированием и ремастерингом записей, что неудивительно, так как Sony владела старейшим в мире звукозаписывающим лейблом Columbia Records, обладающим огромной библиотекой архивных записей. Помимо этого, ввиду лидирующей позиции Sony Corporation в сфере инновационных технологий, студия должна была поддерживать новейшие технологические достижения, начиная от доступа к сети Интернет и заканчивая производством дисков DVD и Super Audio CD (проприетарного формата, разработанного Sony и Philips).
По словам вице-президента Sony Music Энди Кадисона, студия должна была стать «домом для артистов, как набирающих популярность, так и суперзвёзд, где они могли бы собраться под одной крышей в благоприятном творческом окружении». Каждое из помещений студии было оборудовано таким образом, чтобы выполнять сразу несколько функций: комнаты для редактирования видео позволяли проводить прямые трансляции, а репетиционные помещения могли использоваться для записи. Это позволяло обеспечивать звукозаписывающий процесс целиком, от начала и до конца. Например, таким образом был записан альбом Херби Хэнкока Gershwin's World. Музыканты и участники записи получили возможность записать несколько треков на сцене, затем переместиться в помещение для микширования, сведения и мастеринга, и для этого не нужно было покидать пределы здания. Другим примером стало телевизионное шоу «Сессии на 54-й стрит» для PBS, которое было целиком произведено в студии, начиная от музыкального выступления, и заканчивая созданием финальных титров.
На протяжении более десяти лет студия использовалась для записи большого количества коммерческих музыкальных альбомов, а также телевизионных программ. К примеру, в студии Sony Music было записано много эпизодов телевизионного шоу MTV Unplugged. Кроме того, здесь записывались Кристина Агилера, Дженифер Лопес, Канье Уэст и многие другие известные музыканты.
В июне 2007 года Sony BMG анонсировали закрытие студии в Нью-Йорке. Одной из причин являлось общее состояние звукозаписывающей индустрии, ведь за несколько лет до этого было закрыто ещё несколько аналогичных студий. Другая причина была более прозаична — горячий и конкурентный рынок недвижимости Нью-Йорка. Незадолго до этого произошло слияние японской Sony Music и немецкой BMG, что привело к превращению «большой пятёрки» звукозаписывающих компаний в «большую четвёрку». За объединением последовало большое количество увольнений и реорганизаций, а также оптимизация операционных расходов. В такой ситуации продажа Sony Music Studios была лишь делом времени, ведь задолго да этого ходили слухи о плохом менеджменте студии. В конечном счёте, основная ценность студии для корпорации была в её расположении, а не потенциальном престиже, заработанном годами. Комплекс зданий студии в районе Манхэттена, известном как «Адская кухня», был продан строительным компаниям Jamestown Properties и Alchemy Properties за 44 млн долларов. На его месте было запланировано строительство кондоминиума на 96 квартир общей площадью около 12 тысяч квадратных метров.
Примечательно, что внутренние противоречия внутри Sony BMG через год привели к тому, что корпорация Sony выкупила все права на владение компанией, однако это произошло слишком поздно, чтобы предотвратить продажу известной студии звукозаписи.